# EUROPAN

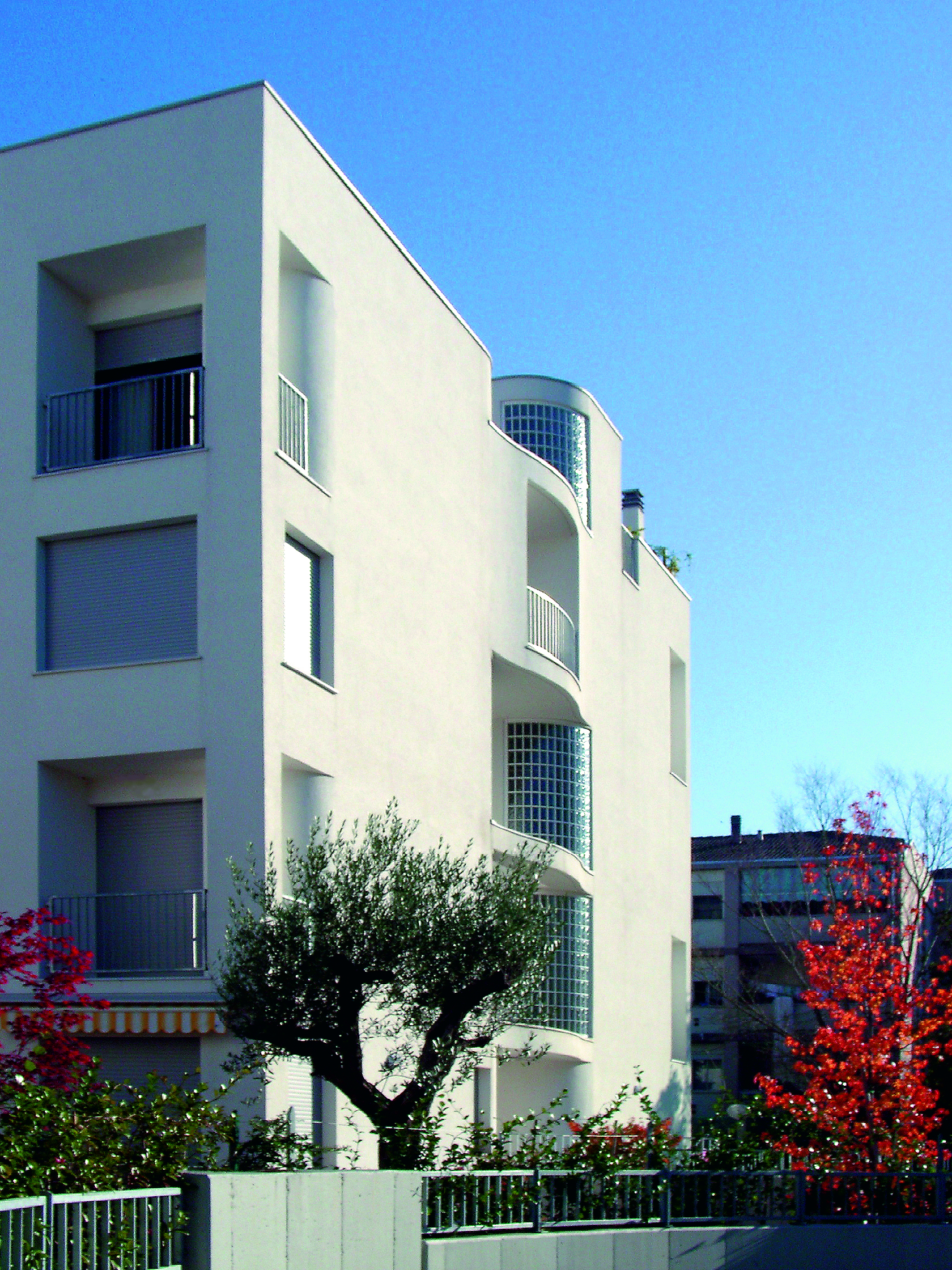
Unidad Habitacional en Favaro Veneto, Ruggero Lenci y Nilda Valentin. Europan 1

EUROPAN es un concurso bienal de Proyectos Urbanos para arquitectos de toda Europa, menores de 40 años. Se realiza desde 1989.
Es uno de los Premios de arquitectura más prestigiosos del panorama emergente, y una de las pocas posibilidades que tiene un estudio joven de conseguir un encargo de escala urbana. 
Cada edición dura aproximadamente dos años, desde el lanzamiento hasta el foro de resultados. 
Legalmente es una federación de las organizaciones nacionales de cada país participante, que conforman una entidad europea.
La organización Europan España está formada por El Ministerio de Fomento de España, el CSCAE (Consejo Superior de los Colegios de Arquitectos de España), la SEPES (entidad pública del suelo), las Consejerías correspondientes de las comunidades autónomas y otras entidades de ámbito estatal, autonómico y local.
Además de España, los países organizadores de Europan son: Alemania, Austria, Bélgica, Chipre, Croacia, Dinamarca, Eslovenia, Estonia, Finlandia, Francia, Grecia, Holanda, Irlanda, Italia, Letonia, Noruega, Polonia, Portugal, Reino Unido, República Checa, Suecia y Suiza.
Europan Europa se constituye como Asamblea General de todas las organizaciones nacionales, bajo la presidencia de Manuel Blanco, la dirección del Secretario General Didier Rebois, la asesoría del Comité Científico formado (en Europan 13) por Pascal Amphoux, Carlos Arroyo, Kristiaan Borret, Aglaee Degros (Artgineering), Ines Nizic (Architektur BN), Socrates Stratis, Chris Younès y bajo los auspicios del Comisario Europeo de Educación y Cultura, Maroš Šefčovič, y el Secretario General del Consejo de Europa, Uwe Corsepius.